# 勒沙斯唐
勒沙斯唐（法語：Le Chastang，法語發音：[lə ʃastɑ̃]）是法国科雷兹省的一个市镇，位于该省中南部，属于蒂勒区。

## 地理
勒沙斯唐（45°10'22"N, 1°44'4"E）面积7.87 平方千米，位于法国新阿基坦大区科雷兹省，该省份为法国中南部省份，北起上维埃纳省和克勒兹省，西接多爾多涅省，南至洛特省，东临多姆山省和康塔爾省。
与勒沙斯唐接壤的市镇（或旧市镇、城区）包括：欧巴济讷、贝纳、科尔尼勒、帕拉赞日、圣福蒂纳德。

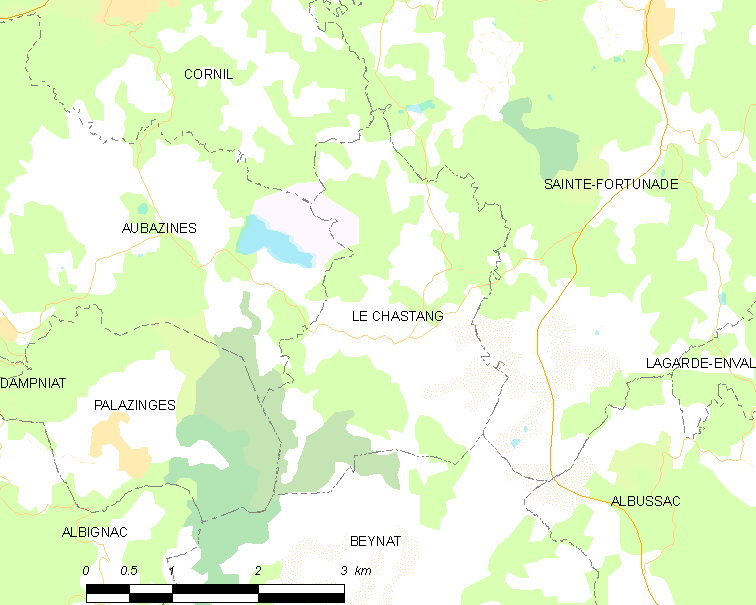
勒沙斯唐的OSM定位图

勒沙斯唐的时区为UTC+01:00、UTC+02:00（夏令时）。

## 行政
勒沙斯唐的邮政编码为19190，INSEE市镇编码为19048。

## 政治
勒沙斯唐所属的省级选区为圣福蒂纳德县。

## 人口

1962-2008年间勒沙斯唐人口变化图示

勒沙斯唐于2022年1月1日时的人口数量为348人。